# Стационе Маљијано-Крава-Мороцо (Кунео)
Стационе Маљијано-Крава-Мороцо је насеље у Италији у округу Кунео, региону Пијемонт.
Према процени из 2011. у насељу је живело 68 становника. Насеље се налази на надморској висини од 401 м.